# Nösnerland

Op deze kaart is het Nösnerland het groene gebied in het noorden rondom Bistrița/Bistritz

Nösnerland was een van de Saksische gebieden in het Hongaarse landsdeel Transsylvanië van de Zevenburger Saksen. Het gebied ligt nu voor het overgrote deel in het Roemeense district Bistrita-Nasaud en voor een stuk in het noorden van het district Mureş.
In 1910 woonden er circa 25.000 Saksen die ongeveer 20% van de totale bevolking vormden. Na 1944 vertrok het overgrote deel van de Saksen.

## De woonplaatsen van de Saksen
De volgende steden en dorpen werden door Saksen bewoond vanaf de 13e eeuw tot 1944. De eerste naam is de huidige Roemeense naam gevolgd door de Duitse en Hongaarse naam van de plaats.
- Albeștii Bistriței (Weißkirch bei Bistritz, Kisfehéregyház)
- Arcalia (Kallesdorf, Árokalja)
- Batoș (Botsch, Bátos)
- Bistrița (Nösen / Bistritz, Beszterce)
- Chiraleș (Kyrieleis, Kerlés)
- Corvinești (Niederneudorf, Kékesújfalu)
- Cușma (Auen / Kuschma, Kusma)
- Dedrad (Deutsch-Zepling, Dedrád)
- Dipșa (Dürrbach, Dipse)
- Domnești (Attelsdorf / Billak, Bilak)
- Dorolea (Kleinbistritz, Aszubeszterce)
- Dumitra (Mettersdorf, Szentdemeter)
- Dumitrița (Waltersdorf, Kisdemeter)
- Ghinda (Windau, Vinda)
- Herina (Mönchsdorf, Harina)
- Ideciu de Jos (Niedereidisch, Alsóidecs)
- Ideciu de Sus (Obereidisch, Felsőidecs)
- Jelna (Senndorf,  Kiszsolna)
- Lechința (Lechnitz, Szászlekence)
- Livezile (Jaad, Jád)
- Logig (Ludwigsdorf, Ludvég)
- Monariu (Minarken, Malomárka)
- Moruț (Moritzdorf, Aranyosmóric)
- Orheiu Bistriței (Burghalle, Óvárhely)
- Petelea (Birk, Petele)
- Petriș (Petersdorf bei Bistritz, Petres)
- Posmuș (Paßbusch, Paszmos)
- Reghin (Sächsisch-Regen, Szászrégen)
- Sângeorzu Nou (Sankt Georgen bei Lechnitz, Szászszentgyörgy)
- Sâniacob (Jakobsdorf bei Bitritz, Szászszentjakab)
- Satu Nou (Oberneudorf, Felsőszászújfalu)
- Sigmir (Schönbirk, Szépnyír)
- Slătinița (Pintak,  Pinták)
- Șieu (Groß-Schogen, Nagysajó)
- Șieu-Măgheruș (Ungersdorf, Sajómagyarós)
- Tărpiu (Treppen, Szásztörpény)
- Teaca (Tekendorf, Teke)
- Tonciu (Tatsch, Tács)
- Uila (Weilau, Vajola)
- Unirea (Wallendorf, Aldorf)
- Vermeș (Wermesch, Vermes)
- Viile Tecii (Großeidau, Kolozsnagyida)
- Viișoara (Heidendorf, Besenyő)